# Aliens in America
Aliens in America è una sitcom che racconta le vicende di una famiglia borghese americana che decide di ospitare un ragazzo straniero per aiutare il figlio maggiore ad inserirsi meglio a scuola, ma inaspettatamente si presenta un ragazzo pakistano: paranoia e razzismo si impadroniscono momentaneamente della famiglia Tolchuk, ma ben presto torna a prevalere il buon senso e ha inizio la bizzarra convivenza.
La serie ha avuto il via negli Stati Uniti nel 2007 sul network americano The CW. In Italia è andata in onda in anteprima assoluta su Joi, canale pay della piattaforma Mediaset Premium. In America la serie è stata ben presto confermata per una stagione intera, ma gli ascolti sono drasticamente calati durante l'anno ed il telefilm è stato quindi cancellato dopo soli 18 episodi.

## Trama
La serie ha inizio all'avvio del terzo anno di scuole superiori di Justin Tolchuk (Dan Byrd) che, tolto l'apparecchio fisso dei denti, spera di iniziare una nuova vita sociale coronata dal successo, soprattutto perché incoraggiato dall'atteggiamento positivo di sua madre Franny (Amy Pietz). Tuttavia il primo giorno non è proprio rose e fiori per Justin soprattutto a causa dell'aumento di popolarità della sorella Claire (Lindsey Shaw), adolescente bella ma inconsapevole di esserlo, così Franny corre ai ripari e, su consiglio del direttore del liceo, decide di ospitare uno studente straniero aspettandosi un atletico e aitante nordico che aiuti Justin a socializzare a scuola. La famiglia però si ritrova con Raja (Adhir Kalyan), un pakistano decisamente strambo; subito la paranoia si impradonisce dei Tolchuk, ma ben presto Raja si conquista la simpatia di Justin e di Gary (Scott Patterson), il padre di famiglia, e così viene invitato a restare. Inizia in questo modo la stramba convivenza della famiglia con Justin e Raja alle prese con il ruolo di "alieni nella scuola" cercando di sopravvivere giorno per giorno in quel paese ostile chiamato America.

## Episodi
| Stagione       | Episodi | Prima TV originale | Prima TV Italia |
| -------------- | ------- | ------------------ | --------------- |
| Prima stagione | 18      | 2007-2008          | 2008            |